# Saint-Sauveur-de-Landemont
Saint-Sauveur-de-Landemont korábbi község Franciaország Loire mente régiójában, Maine-et-Loire megyében. 2015. december 15-én nyolc másik korábbi községgel egyesült és Orée d’Anjou új község része lett.
Lakosainak száma 991 fő (2018. január 1.). Saint-Sauveur-de-Landemont Barbechat, Drain, Landemont és Saint-Laurent-des-Autels községekkel határos.

## Népesség
A település népessége az elmúlt években az alábbi módon változott:
| Lakosok száma | 643  | 597  | 612  | 587  | 653  | 851  | 887  | 923  | 1024 | 991  |
|               | 1962 | 1968 | 1982 | 1990 | 1999 | 2008 | 2011 | 2013 | 2017 | 2018 |